# Katrin Hering
Katrin Hering (* 31. Dezember 1967 in Stuttgart) ist eine ehemalige deutsche Basketballspielerin.

## Laufbahn
Als Jugendliche gelang der Spielerin des Stuttgarter Vereins SV Möhringen der Sprung in die bundesdeutsche Juniorennationalmannschaft. Hering nahm 1984 an der Europameisterschaft des U16-Alters und 1986 der Wettkampfklasse U18 teil.
Auf Vereinsebene spielte sie bis 1994 bei TSV Bayer 04 Leverkusen in der 1. Damen-Basketball-Bundesliga und anschließend 1994/95 in derselben Liga beim TV Bensberg.
Als Trainerin führte sie Leverkusener Mannschaften 1992 (zusammen mit Thomas Dröll) und 1996 zum Gewinn des deutschen Meistertitels in der B-Jugend sowie 1994 (zusammen mit Zbigniew Anton) und 1995 in der C-Jugend. Zu den Spielern, die in den 1990er Jahren von Hering gefördert wurden, zählten Thorsten Leibenath, Goran Kovacev, Matthias Weber, Marin Petrić, Sasa Zivanovic, die später im Berufsbasketball tätig wurden.
2006 gewann die Jungenmannschaft von Bayer Leverkusen mit Hering als Trainerin den deutschen Meistertitel in der Altersklasse U20, zu ihren Schützlingen gehörten damals neben anderen Tim Ohlbrecht, Richard Poiger und Matthias Goddek. Die männliche U16 Leverkusens führte sie 2008 zur deutschen Vizemeisterschaft, 2009 erreichte der Bayer-Nachwuchs unter Herings Leitung als Trainerin die Bronzemedaille im DBB-Pokal der Altersklasse U18. Ab der Saison 2009/10 betreute sie in Leverkusen die U19-Jungen in der Nachwuchs-Basketball-Bundesliga, zu ihrer Mannschaft zählte auch der spätere Bundesligaspieler Mathis Mönninghoff, später mit Christian Sengfelder ein weiterer Spieler, der später in der höchsten deutschen Spielklasse landete. Das NBBL-Amt hatte sie bis 2014 inne. Ab 2010 war sie zusätzlich Assistenztrainerin der Leverkusener Herrenmannschaft in der 2. Bundesliga ProB.